# クセニヤ・ゲオルギエヴナ
クセニヤ・ゲオルギエヴナ（ロシア語: Ксения Георгиевна, 1903年8月22日 - 1965年9月17日）は、ロシアの皇族。ニコライ1世の曾孫で、ロシア公女の称号を有した。ゲオルギー・ミハイロヴィチ大公とその妻マリヤ・ゲオルギエヴナ妃とのあいだに生まれた第二子、次女。

## 生涯
クセニヤは第1次世界大戦が起きた当時、母マリヤと姉ニーナとともにイギリスに滞在しており、戦時中も同国に留まった。父ゲオルギー大公はロシア革命後の1919年、他の皇族たちと一緒にボリシェヴィキ政府によって処刑された。クセニヤは1921年、パリでアメリカ合衆国の錫財閥の御曹司であるウィリアム・ベイトマン・リーズ・ジュニア（1902年 - 1971年）と結婚した。ウィリアムはクセニヤの母方の叔父であるギリシア王子クリストフォロスの妻アナスタシア王女の連れ子であった。夫妻は大富豪として、ニューヨーク社交界に強い影響力を持っていた。リーズ夫妻はナンシー・ヘレン・マリー（1925年 - 2006年）という娘を1人もうけた。
クセニヤは最後のロシア皇帝ニコライ2世の末娘アナスタシヤを名乗るアンナ・アンダーソンの主張を支持した数少ないロシア皇族の一人であった。クセニヤはアナスタシヤ大公女の又従妹で、年が近いため幼いころは親しい遊び友達だった。クセニヤは1928年にアンダーソンを自宅に滞在させたが、やがてアンダーソンとは諍いが原因で決別した。クセニヤはその後もアンダーソンをアナスタシヤ大公女だと信じていたが、その主張は他のロシア皇族やアンダーソンの主張を認めない人々から批判の的になった。
クセニヤは1930年にウィリアム・リーズと離婚し、1946年にハーマン・ジャド（1911〜87）という男性と再婚し、1965年9月17日に亡くなった。